# Валя-Точій
Валя-Точій (рум. Valea Tocii) — село у повіті Прахова в Румунії. Входить до складу комуни Черашу.
Село розташоване на відстані 98 км на північ від Бухареста, 42 км на північ від Плоєшті, 49 км на південний схід від Брашова.

## Населення
За даними перепису населення 2002 року у селі проживали 358 осіб, усі — румуни. Усі жителі села рідною мовою назвали румунську.